# أوغسطينية

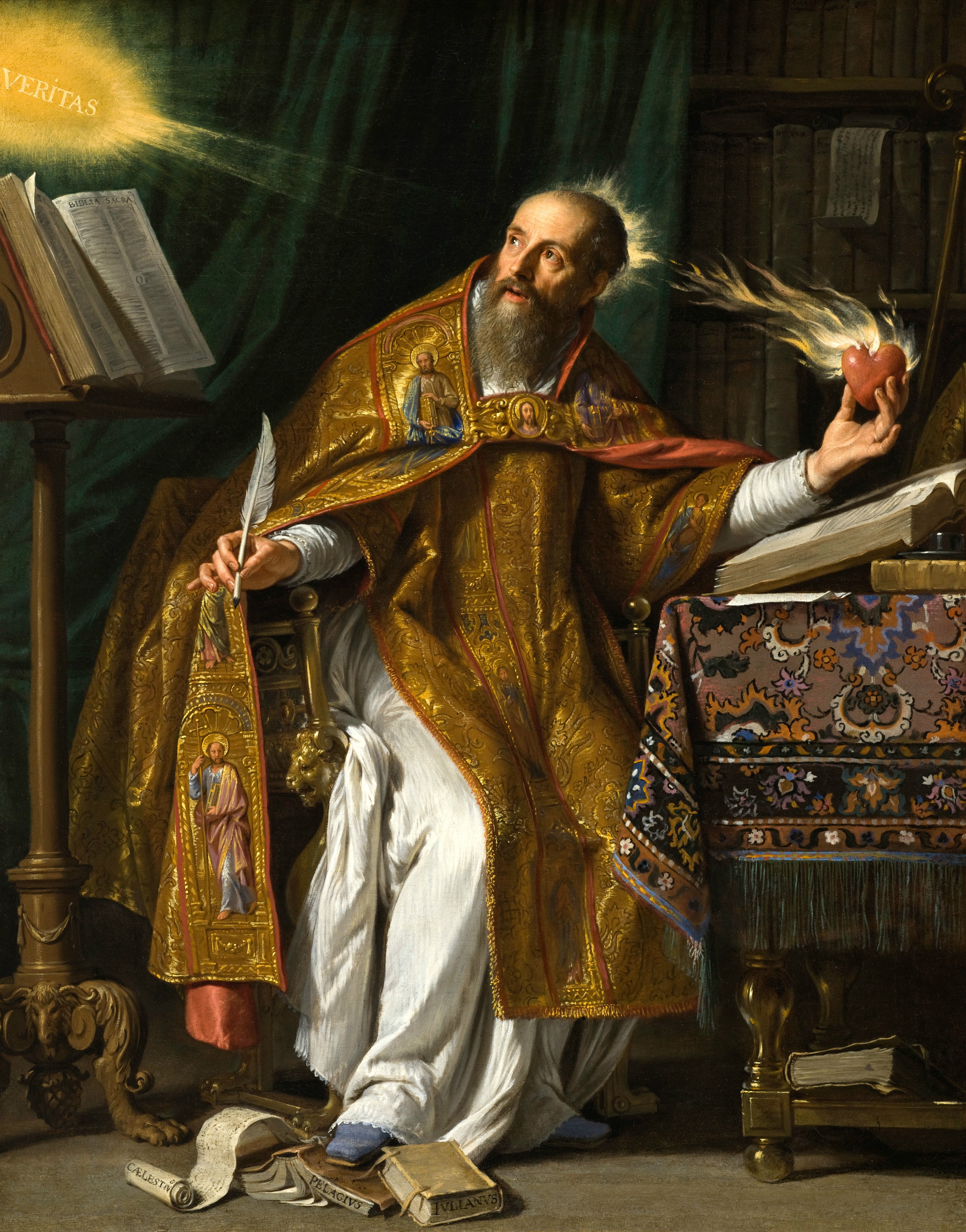
القديس أوغسطينوس

الأوغسطينية (بالإنجليزية: Augustinianism)‏ نسق فلسفي ولاهوتي يعتمد على أفكار القديس أغسطينوس، وتطورها على يد المفكرين الآخرين، مثل بوثيوس وأنسلم من كانتربري وبونافنتورا. تشمل أعمال أوغسطينوس البارزة كلا من "مدينة الله" والعقيدة المسيحية والاعترافات.
نشأت الأوغسطينية ابتداءً كنسق معارض للبيلاجيانية، وانتشرت في مؤلفات فلسفة القرون الوسطى، حتى انتشار التوماوية والأرسطية.
أثر أفلاطون وأفلوطين على القديس أوغسطينوس بطرائق عديدة، إذ يعتبره البعض فيلسوفًا أفلاطونيًا محدثًا. تُظهر نظرية العدالة الإلهية الأوغسطينية وغيرها من العقائد الأوغسطينية مثل النور الإلهي والكنيسة الخفية، تأثر القديس أوغسطينوس الشديد بأفلاطون.

انتبه البابا بندكت السادس عشر أن كل التعاليم الكنسية الغربية تؤدي إليه: 
القديس أوغسطينوس رجل إيمان، من أذكى العقول وأضناها جهدًا من حيث الرعاية الكنسية، إنه قديس وملفان عظيم، يشتهر، ولو حتى بالشائعات، وحتى من الذين يتجاهلون المسيحية تمامًا أو لم يتعرفوا عليها من قرب، لأنه ترك بصمة عميقة على الحياة الثقافية في الغرب وفي العالم كله. كان تأثير القديس أوغسطينوس واسع الانتشار بسبب أهميته. يمكن القول أن كل الطرق التي تؤدي إليها مؤلفات المسيحية اللاتينية تنتهي عند هيبون (حاليًا ولاية عنابة على ساحل الجزائر) حيث كان أوغسطينوس أسقفًا منذ 395 حتى وفاته في عام 430، وعلى الجانب الآخر، انحدرت من مدينته في أفريقيا الرومانية طرقٌ أخرى وتفرعت إلى مذاهب أخرى في المسيحية والثقافة الغربية بأسرها.

## رؤى عن الإنسانية
«اعتبر القديس أوغسطينوس الجنس البشري كتلة واحدة، أو جسدًا واحدًا، مسؤولًا عن وحدته وتماسكه. وبمد هذا النسق على استقامته بكل النتائج المنطقية له، عرض عقيدته في هذه العبارة المقتضبة: لأن كل البشر أخطأوا في شخص آدم، فإنهم معرضون لاستهجان الله باعتبار أنهم ورثة هذه الخطيئة وهذا الذنب بالتبعية»
طبقًا للقديس أوغسطينوس، فإن العالم والكيانات العينية جميعًا، ثمارٌ للمحبة الإلهية، لها قيمة ومعنى، في حين يميل بعض الأفلاطونيين إلى نزع تلك القيمة منهم. ظلت تلك المحاولة لإدخال التاريخ والوجود الأرضي خلال المنظور الإلهي، بل وإيجاد تفسيرات للشر بطريقة ما، في القلب من مشاغله الفلسفية.

## الأخلاقيات
هناك بعض القيم المهمة التي أكد عليها أوغسطينوس. 
1. الحب
2. التأملات الباطنية
3. التواضع
4. الإخلاص التعليمي والسعي للحكمة
5. الحرية
6. المجتمع
7. الخير العام
8. الكرم والتواضع في تقديم الخدمات
9. الصداقة
10. الصلاة

### الأخلاقيات الفوقية
عرض أوغسطينوس نظرية الأمر الإلهي، التي تقترح أن أفعال الفرد تكتسب قيمتها الأخلاقية بناءً على مطابقتها أو مخالفتها لأوامر الله. تبدأ نظرية أوغسطينوس بافتراض أن الأخلاق سعي للخير الأعظم، ما يؤدي في النهاية إلى السعادة الإنسانية، يجادل أوغسطينوس أن تحقيق هذه السعادة مرهون بحب البشر للأشياء المستحقة لهذا الحب البشري بالطريقة الصحيحة، وهذا يتطلب من البشر حب الله، والذي يسمح لهم فيما بعد بحب الأشياء المستحقة لهذا الحب. تقترح الأخلاقيات الأوغسطينية أن حب الله يمكن البشر من توجيه حبهم توجيهًا صائبًا، فيؤدي ذلك إلى السعادة والرضا.

### نظرية الحرب العادلة
نظرية الحرب العادلة عقيدة تؤكد أن الحرب مبررة أخلاقيًا خلال سلسلة من الشروط، ويجب أن تطابق الحرب كل هذه الشروط لتكون عادلة. بناء على رسالة العهد الجديد إلى أهل روما 13:4 يدعي القديس أوغسطينوس، أنه بينما يلجأ الأفراد إلى العنف، منح الله سيفه للحكومة لسبب وجيه. يجادل أوغسطينوس أن المسيحيين، كجزء من الحكومة، لا يجب عليهم الخجل من الدفاع عن السلام ومعاقبة المنحرفين عندما تدفعهم الحكومة لذلك. يؤكد أوغسطينوس أن هذا موقف شخصي فلسفي: «العمل بالجسد غير مطلوب هنا، بل يتطلب ذلك تأملًا داخليًا. فالقلب مستقر الفضيلة المقدس»

### السعادة
تتشابه أخلاقيات أوغسطينوس مع الأخلاقيات اليونانية القديمة عن يودايمونيا، ولكنها تختلف عنها من حيث نسبها السعادة إلى الحياة الآخرة، وتلوم قدماء الفلاسفة لتأكيدهم المتغطرس النابع من جهلهم بالحالة الساقطة للطبيعة البشرية، وافتراضهم أن البشر قادرين على تحقيق السعادة في الدنيا بالعمل الفلسفي. يعتبر القديس أوغسطينوس أن سعي البشر إلى السعادة القصوى من المسلمات. ويرى أن السعادة أو رغد العيش يتحققان بامتلاك أعظم خير في الطبيعة يمكن للبشر تحقيقه، ولا يفقدونه ضد إرادتهم.

## نظرية المعرفة
يؤكد أوغسطينوس على دور النور الإلهي (الإشراقية) في الفكر البشري، قائلًا: «يحتاج العقل للتنوير بنور من خارجه، لكي يستطيع المشاركة في الحقيقة، لأنه لا يقترب بذاته من طبيعة الحقيقة. فلتنر مصباحي يا الله.»

يعتبر أوغسطينوس أن الله لا يعطينا معلومات محددة، ولكنه يزودنا بتبصرات عن حقيقة المعلومات التي نتلقاها. 
إذا اعتقدت معك بصدق ما تقوله، واعتقدنا سويًا بصدق ما أقوله، فأين نرى ذلك؟ ليس فيك ولا فيّ، ولكن كلانا أبناء الحقيقة الثابتة فوق عقولنا.
ينتقد توما الأكويني نظرية النور الإلهي، منكرًا امتلاكنا أي أفكار إلهية في هذه الحياة كموضوع للتفكير، أو أن النور الإلهي كافٍ بذاته، دون الحاجة للاعتماد على الحواس. ينكر الأكويني أيضًا استمرار التأثير الإلهي الخاص على الفكر البشري. يرى الأكويني أن البشر لديهم الأهلية الكافية للتفكير بذواتهم، دون الاحتياج إلى «نور جديد يُضاف إلى النور الطبيعي الذي يتمتعون به».

## علم الإنسان

### الروح
يرى أوغسطينوس، مثله في ذلك مثل أغلب الفلاسفة القدماء، أن الكائن البشري يتكون من وحدة تامة بين عنصرين: الروح والجسد. في مقالته المتأخرة «الرعاية المطلوبة للموتى، القسم الخامس 420 م» يحض القديس أوغسطينوس على احترام الجسد، بناءً على خصوصيته للطبيعة الشخصية الإنسانية. يرى أوغسطينوس أن الزواج أفضل مثال للتعبير عن وحدة الجسد والروح: زوجتك هي جسدك.

### الخطيئة الأصلية
كتب القديس أوغسطينوس أن الخطيئة الأصلية انتقلت عبر الشهوة، وتضعف الحرية دون تدميرها. يعتبر أوغسطينوس أن خطيئة آدم انتقلت بالشهوة، أو «الرغبة المؤذية»، ووصمت البشرية بـ«الحشد المشجوب»، وأدت إلى إضعاف –وليس تدمير- حرية الإرادة. عندما وقع آدم في الخطيئة، تحولت الطبيعة البشرية نتيجة ذلك. أنجب آدم وحواء، خلال التناسل الجنسي، الذرية البشرية، وأعادوا صياغة طبيعتها. يعيش أحفادهم الآن في هذه الخطيئة، في شكل الشهوة، المصطلح الذي يستخدمه القديس أوغسطينوس بالمعنى الميتافيزيقي وليس النفسي للكلمة. الشهوة ليست كيانًا بالنسبة لأوغسطينوس، ولكنها خصلة سيئة، أي أنها تنشأ من غياب الخير، أو لجرح في إرادة الخير. يعترف القديس أوغسطينوس باحتمالية وجود الشهوة الجنسية (الليبيدو) في الإنسان الكامل في الجنة، وأنها أصبحت عصيّة على الترويض البشري عندما وقع أول زوجين بشريين في معصية إرادة الله بالخطيئة الأصلية. يرى أوغسطينوس (ورؤيته يطلق عليها مصطلح «الواقعية»)، أن البشرية جمعاء كانت حاضرة في شخص آدم عندما وقع في الخطيئة، وبالتالي فإن الخطيئة تشمل البشرية كلها. تتكون الخطيئة الأصلية من ذنب آدم الذي ورثته البشرية كلها طبقًا لأوغسطينوس. يفسر خوستو غونزاليس تعاليم أوغسطينوس بأن البشر فاسدون بالطبيعة، وأن نعمة الله نافذة، وتؤدي إلى المثابرة والهداية.
طُور فهم أوغسطينوس للخطيئة الأصلية وعواقبها وضرورة تطهير الله للبشر في الصراع ضد بيلاجيوس وأتباعه، كاليستيوس وجوليان من إيكلانوم، وهي العقيدة المستوحاة من روفينوس السوري، أحد أتباع ثيودور المصيصي. رفض هؤلاء التسليم بأن الخطيئة الأصلية أصابت الإرادة البشرية والعقل البشري، وأصروا على أن الطبيعة البشرية وهِبت القدرة على الفعل والحديث والتفكير عندما خلق الله البشر. لا يمكن للطبيعة البشرية أن تفقد القدرة على فعل الخير، ولكن الحرية متاحة للأشخاص لفعل الخير من عدمه. يعطي بيلاجوس مثالًا بالعين: إذ تمتلك القدرة على النظر، ولكن يُترك للشخص إحسان استخدامها أو إساءته.
تقبل الكنيسة الكاثوليكية عقيدة الخطيئة الأصلية كما علمها القديس أوغسطينوس.

## فلاسفة أوغسطينيون بارزون
- بوثيوس
- إيزيدور الإشبيلي
- نيكولا مالبرانش
- أنسلم من كانتربري
- جيليس رومانو
- جون سكوتوس أريجينا
- بونافنتورا
- جون هنري نيومان[39]
- بندكت السادس عشر[40]
- رينيه ديكارت[41]